# Ben Thapa
Ben Vishala Thapa, más conocido como Ben Thapa (Cambridge, Inglaterra; 2 de marzo de 1982 - 8 de septiembre de 2024), fue un cantante británico e integrante de la banda G4.

## Biografía
Thapa fue criado por su madre desde los cuatro años de edad después de que su padre fue deportado, y entró en cuidado de crianza cuando tenía once años. Fue durante ese tiempo que Thapa comenzó lecciones de canto y cantó en el coro de su iglesia local, en interpretó el clarinete en una orquesta en el Hills Road Sixth Form College. Él estudió en el Royal Northern College of Music por un año antes de ser transferido a Guildhall School of Music and Drama de donde se graduó en el 2004. 
Mientras completaba su curto en el Guildhall, Thapa audición para la primera temporada de The X Factor con sus compañeros del grupo G4 Jon Ansell, Matt Stiff y Mike Christie, donde llegaron a la final, pero perdieron contra Steve Brookstein. Debido a su popularidad en el show fueron abordados por Sony BMG, y el grupo publicó tres álbumes de estudio. Como no tenía oído perfecto, el otro papel de Thapa en el grupo era asegurarse que los otros miembros estuvieran en la clave correcta durante sus actuaciones. El grupo se separó en 2007, y Thapa declaró: "No soy jugador de un equipo. Ya no quiero ser el Ben de G4".
Después de la separación de la banda, Thapa se trasladó a Dublín donde trabajó con la Cámara Nacional del Coro de Irlanda (National Chamber Choir of Ireland), publicando el álbum Songs of My Childhood, y embarcándose en una gira nacional. Thapa también ha participado en el producción de Káťa Kabanová realizado por la Ópera de Escocia.

## Discografía
| Álbumes de estudio - 2005: G4 - 2005: G4 & Friends - 2006: Act Three EP - 2005: Happy Mother's Day (The Mother's Day EP) |